# 24 Ore di Spa 2024
La 24 Ore di Spa 2024 è stata la 77ª edizione della 24 Ore di Spa che si tiene sul Circuito di Spa-Francorchamps tra il 29 e 30 giugno. Valido anche come il secondo round del GT World Challenge Europe Endurance Cup e terzo round dell'Intercontinental GT Challenge.

## Programma
L'evento inizia già il martedì con i test per terminare con la gara domenica. 
| Data                 | Ora italiana | Evento         |
| -------------------- | ------------ | -------------- |
| Martedì, 25 giugno   | 14:55        | Test           |
| Mercoledì, 26 giugno | 11:20        | Prove libere   |
| Mercoledì, 26 giugno | 16:30        | Pre-qualifiche |
| Mercoledì, 26 giugno | 20:35        | Qualifiche     |
| Mercoledì, 26 giugno | 22:25        | Prove notturne |
| Venerdì, 28 giugno   | 15:45        | Super Pole     |
| Venerdì, 28 giugno   | 20:10        | Warm-up        |
| Sabato, 29 giugno    | 16:30        | Gara           |
| Domenica, 30 giugno  | 16:30        | Fine gara      |

## Iscritti
Alla gara parteciperanno 67 vetture: 24 nella classe Pro, 6 nella classe Oro, 10 nella Argento, 20 nella coppa bronzo e 6 nella Pro-Am Cup. Sono nove i costruttori presenti alla corsa, la Mercedes con 14 vetture, la Porsche con otto vetture, l'Audi con otto, la Ferrari che porta sette 296 GT3, sei BMW come la Lamborghini e la McLaren. La debutto ci sono sette Aston Martin Vantage AMR GT3 Evo e la nuova Ford Mustang GT3 portata in pista da solo il team Proton Competition. 
| #   | Team                             | Vettura                          | Pilota 1              | Pilota 2          | Pilota 3            |
| --- | -------------------------------- | -------------------------------- | --------------------- | ----------------- | ------------------- |
| 2   | Mercedes-AMG Team GetSpeed       | Mercedes-AMG GT3 Evo             | Jules Gounon          | Fabian Schiller   | Luca Stolz          |
| 7   | Comtoyou Racing                  | Aston Martin Vantage AMR GT3 Evo | Mattia Drudi          | Marco Sørensen    | Nicki Thiim         |
| 9   | Boutsen VDS                      | Mercedes-AMG GT3 Evo             | Thomas Drouet         | Maximilian Götz   | Ulysse de Pauw      |
| 22  | Schumacher CLRT                  | Porsche 911 GT3 R (992)          | Dorian Boccolacci     | Ayhancan Güven    | Laurin Heinrich     |
| 23  | Phantom Global Racing            | Porsche 911 GT3 R (992)          | Joel Eriksson         | Jaxon Evans       | Thomas Preining     |
| 28  | HAAS RT                          | Audi R8 LMS Evo II               | Simon Gachet          | Jan Heylen        | Dennis Lind         |
| 32  | Team WRT                         | BMW M4 GT3                       | Sheldon van der Linde | Dries Vanthoor    | Charles Weerts      |
| 34  | Walkenhorst Motorsport           | Aston Martin Vantage AMR GT3 Evo | Henrique Chaves       | Ross Gunn         | David Pittard       |
| 46  | Team WRT                         | BMW M4 GT3                       | Raffaele Marciello    | Maxime Martin     | Valentino Rossi     |
| 48  | Mercedes-AMG Team Mann-Filter    | Mercedes-AMG GT3 Evo             | Lucas Auer            | Maro Engel        | Daniel Morad        |
| 51  | AF Corse - Francorchamps Motors  | Ferrari 296 GT3                  | Alessandro Pier Guidi | Davide Rigon      | Alessio Rovera      |
| 63  | Iron Lynx                        | Lamborghini Huracán GT3 Evo2     | Mirko Bortolotti      | Matteo Cairoli    | Andrea Caldarelli   |
| 64  | Proton Competition               | Ford Mustang GT3                 | Christopher Mies      | Dennis Olsen      | Frédéric Vervisch   |
| 71  | AF Corse - Francorchamps Motors  | Ferrari 296 GT3                  | Vincent Abril         | Thomas Neubauer   | David Vidales       |
| 92  | SSR Herberth                     | Porsche 911 GT3 R (992)          | Matt Campbell         | Mathieu Jaminet   | Frédéric Makowiecki |
| 96  | Rutronik Racing                  | Porsche 911 GT3 R (992)          | Julien Andlauer       | Sven Müller       | Patric Niederhauser |
| 98  | ROWE Racing                      | BMW M4 GT3                       | Philipp Eng           | Marco Wittmann    | Nick Yelloly        |
| 99  | Tresor Attempto Racing           | Audi R8 LMS Evo II               | Alex Aka              | Ricardo Feller    | Christopher Haase   |
| 130 | Mercedes-AMG Team GruppeM Racing | Mercedes-AMG GT3 Evo             | Ralf Aron             | Daniel Juncadella | Frederik Vesti      |
| 159 | Garage 59                        | McLaren 720S GT3 Evo             | Tom Gamble            | Benjamin Goethe   | Dean MacDonald      |
| 163 | GRT Grasser Racing Team          | Lamborghini Huracán GT3 Evo2     | Marco Mapelli         | Jordan Pepper     | Franck Perera       |
| 911 | Pure Rxcing                      | Porsche 911 GT3 R (992)          | Klaus Bachler         | Alex Malykhin     | Joel Sturm          |
| 992 | HubAuto Racing                   | Porsche 911 GT3 R (992)          | Kévin Estre           | Patrick Pilet     | Laurens Vanthoor    |
| 998 | ROWE Racing                      | BMW M4 GT3                       | Augusto Farfus        | Dan Harper        | Max Hesse           |

| #   | Team                       | Vettura              | Pilota 1            | Pilota 2        | Pilota 3         | Pilota 4         |
| --- | -------------------------- | -------------------- | ------------------- | --------------- | ---------------- | ---------------- |
| 25  | Saintéloc Racing           | Audi R8 LMS Evo II   | Paul Evrard         | Gilles Magnus   | Jim Pla          | Ugo de Wilde     |
| 60  | 2 Seas Motorsport          | Mercedes-AMG GT3 Evo | Isa Al Khalifa      | Frank Bird      | Martin Kodrić    | Lewis Williamson |
| 77  | Haupt Racing Team          | Mercedes-AMG GT3 Evo | Michele Beretta     | Arjun Maini     | Jusuf Owega      |                  |
| 88  | Tresor Attempto Racing     | Audi R8 LMS Evo II   | Glenn van Berlo     | Lorenzo Ferrari | Leonardo Moncini | Lorenzo Patrese  |
| 111 | CSA Racing                 | Audi R8 LMS Evo II   | Romain Carton       | Adam Eteki      | Steven Palette   | Arthur Rougier   |
| 777 | AlManar Racing by GetSpeed | Mercedes-AMG GT3 Evo | Al Faisal Al Zubair | Dominik Baumann | Philip Ellis     | Mikaël Grenier   |